# Heintje – Mein bester Freund
Heintje – Mein bester Freund – zachodnioniemiecki film muzyczny z 1970 roku w reżyserii Wernera Jacobsa.

## Fabuła
Mieszkający z matką Heintje pragnie pogodzić rozwiedzionych rodziców, toteż, by spotkać się z ojcem, zamiast na obóz letni wyrusza na wyścigi samochodowe. Poznaje także solistę Alioszę oraz jego chór.

## Obsada[3]
- Heintje Simons – Heintje Fleming
- Heinz Reincke – Peter Fleming
- Gudrun Thielemann – Franziska Fleming
- Szemu’el Rodenski – Aliosza
- Reinhard Kolldehoff – Kleinschmidt[1]
- Ralf Wolter – Max
- Corny Collins – Sylvia

i inni